# لورا بيتي (كاتبة)
لورا بيتي (بالإنجليزية: Laura Beatty)‏ (1 مايو 1963)؛ كاتِبة وروائية بريطانية.